# Körnerův dub (Plzeň)
Körnerův dub je památný strom v areálu ZOO Plzeň. Dub letní (Quercus robur) je starý přes 400 let, vysoký přibližně 30 m a měřený obvod kmene je 765 cm (měření 1998). Po celkovém ošetření v roce 1996 vyhlášen památným 6. listopadu 1997, chráněn je pro svůj vzrůst, věk a jako krajinná dominanta.
Dub roste nad údolní nivou řeky Mže v Plzni v jihovýchodní části botanické zahrady na vyhlídce nad ZOO na místě bývalé Kodetovy zahrady. Ta byla založena ve 20. letech 20. století zahradním architektem Josefem Kumpánem, který solitérní dub do svého projektu zdařile zakomponoval.
V roce 2004 zakomponoval japonský architekt Eishim Harada dub do kamenné zahrady Šówa-en (letící jeřáb), jediné pravé zapuštěné japonské zahrady v ČR.

## Stromy v okolí
- Topol bílý v Lochotínské ulici
- Kilometrovka